# Ancistrocladus ileboensis
Ancistrocladus ileboensis är en tvåhjärtbladig växtart som beskrevs av Heubl, Mudogo och G.Bringmann. Ancistrocladus ileboensis ingår i släktet Ancistrocladus och familjen Ancistrocladaceae. Inga underarter finns listade i Catalogue of Life.